# Felipe Santana
Felipe Augusto Santana (ur. 17 marca 1986 w Rio Claro w Brazylii) – brazylijski piłkarz występujący na pozycji obrońcy. Wychowanek Figueirense, w swojej karierze grał także w takich zespołach jak Borussia Dortmund, FC Schalke 04, Olympiakos SFP, FK Krasnodar, Clube Atlético Mineiro i Chapecoense.

## Sukcesy

### Borussia Dortmund
- Mistrzostwo Niemiec: 2010/11, 2011/12
- Puchar Niemiec: 2011/12

### Olympiakos
- Mistrzostwo Grecji: 2014/15
- Puchar Grecji: 2014/15